# Wang Dalei
Wang Dalei (kinesiska: 王大雷; pinyin: Wáng Dàléi), född den 10 januari 1989 i Dalian, Liaoning) är en kinesisk professionell fotbollsspelare. Sedan 2014 spelar han för den kinesiska klubben Shandong Luneng i Chinese Super League.

## Klubbkarriär
Dalei var endast 17 år när han skulle påbörja sin professionella fotbollskarriär, den 11 mars 2006 gjorde han sin debut för Shanghai United FC när laget mötte Guizhou Renhe FC i en match som slutade 1–1, denna match gjorde honom historisk då han var den yngsta professionella målvakten i Kinas fotbollshistoria. Han blev kort därefter klubbens förstaval som målvakt. Detta gjorde att den italienska storklubben Internazionale Milano blev intresserade av Dalei och bjöd in honom att träna med laget under sommaruppehållet. Dalei återvände efter sommaren till Shanghai där han fortsatte säsongen som klubbens förstemålvakt och gjorde 22 framträdanden på planen under sin debutsäsong i Chinese Super League 2006, han vann även utmärkelsen som Kinas ungdomsspelare det året.
Följande säsong slogs klubben ihop med Shanghai Shenhua, detta gjorde att Dalei inte fick lika mycket speltid som föregående säsong. Trots detta bjöd den engelska storklubben Manchester City in honom till ett provspel under slutet av säsongen tillsammans med två andra Shanghaispelare. Fastän ingenting kom ut genom provspelet så ökade Daleis form avsevärt efter en nedslående säsong och han kunde etablera sig som klubbens förstaval som målvakt säsongen efter, då klubben slutade som tvåa i ligan, endast 2 poäng efter vinnarna. Under uppehållet skulle Dalei få åka iväg till Europa för ännu ett provspel, denna gång med Holländska PSV Eindhoven. Då han missade Shanghais försäsong på grund av detta förlorade han sin position som klubbens förstemålvakt till Qiu Shengjiong. När Miroslav Blažević kom till klubben inför säsongen 2010 som deras tränare skulle han dock återfå positionen som klubbens förstemålvakt, dock så skulle han missa mycket av säsongen på grund av sina kallelser till Kinas U23-landslag. Den 1 januari 2014 bekräftades det att Dalei skulle byta klubb till Shandong Luneng. Han debuterade för klubben i en 1-0-vinst mot Harbin Yiteng den 7 mars 2014.

## Landslagskarriär
Dalei fick en framträdande plats när han var en del av det U-17-landslag som vann AFC U-17-mästerskapen, trots framgångarna i U-17-landslaget så var hans karriär extremt upp och ner, fastän han vann flera matcher med U-23-landslaget inför de olympiska spelen 2008 blev han till slut inte uttagen till spelen, detta då hans klubbkamrat Qiu Shengjiong hade fått platsen istället. Trots detta tog Dalei tillbaka sin plats i laget då han var med i truppen till Asiatiska spelen 2010. Han fick dock oerhört mycket kritik efter matchen mot Japans U-23 landslag som Kina förlorade med 3–0. Han fick även kritik då han lade upp en text innehållande: "It would be flattery to call you fans. You're just a bunch of dogs. You bunch of morons are the main reason why Chinese football can't make progress. You throw in stones after a man has fallen into a well." på sin mikroblogg, han tvingades sedan välja att be om ursäkt för texten eller blir avstängd från landslaget.
Dalei kallades för första gången till Kinas A-lag i maj 2006 inför två träningsmatcher mot Schweiz och Frankrike. Han gjorde sin debut för Kina sex år senare, detta i en bortamatch mot Sverige som slutade i förlust med 1–0.

## Meriter

### Inom klubblag
Shanghai Shenhua FC
- A3 Champions Cup: 2007

### Inom landslag
Kinas U-17
- AFC U-17 mästerskapen: 2004

### Individuella utmärkelser
- Kinesiska Fotbollförbundet: Årets ungdomsspelare 2006